# Wojciech Żukrowski

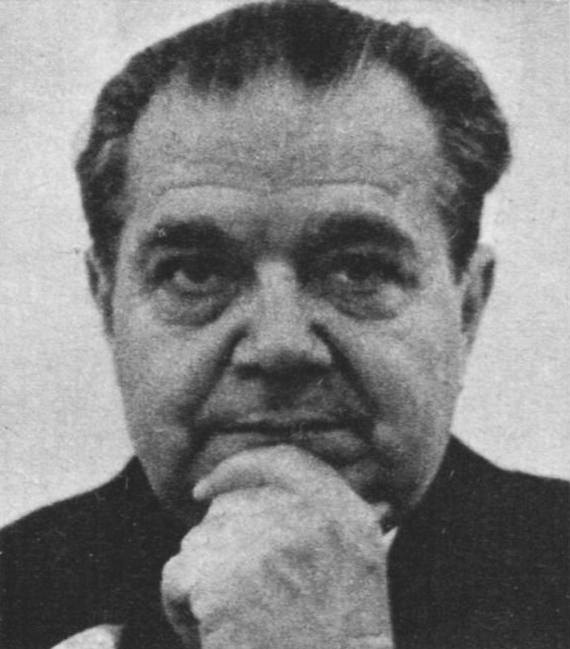
Wojciech Żukrowski

Wojciech Żukrowski (* 14. April 1916 in Krakau; † 26. August 2000 in Warschau) war ein polnischer Schriftsteller, Dichter, Essayist und Literaturkritiker.

## Leben
Wojciech Żukrowski studierte Polonistik. Er war nach dem Krieg Offizier der Volksarmee und 1953/54 Frontkorrespondent in Vietnam. Von 1956 bis 1959 stand er im diplomatischen Dienst in Indien. Żukrowski war zudem Sejm-Abgeordneter.
Er schrieb Romane, Erzählungen, Kinderbücher, Reportagen und Filmszenarien, die in zahlreiche Sprachen übersetzt wurden. Sein Debüt gab Żukrowski 1943 mit dem Werk Rdza.
Auf Antrag der Kinder erhielt er die internationale Auszeichnung als Kavalier des Ordens des Lächelns.

## Wichtigste Werke
- Aus dem Lande des Schweigens (Z kraju milczenia, 1946)
- Entführung in Tiurtiurlistan (Porwanie w Tiutiurlistanie, 1946)
- Mit der Flamingofeder geschrieben (Piórkiem flaminga czyli opowiadania przewrotne, 1947)
- Mein Freund, der Elefant (Mój przyjaciel słoń, 1957)
- Krümel von der Hochzeitstorte (Okruchy weselnego tortu, 1959)
- Wanderung mit meinem Guru (Wędrówki z moim Guru, 1960)
- Im Feuer gebadet (Skąpani w ogniu, 1961)
- Tage der Niederlage (Dni klęski, 1962)
- Der schüchterne Bräutigam (Nieśmiały narzeczony, 1964)
- Die steinernen Tafeln (Kamienne tablice, 1966)
- Der Glückspilz (Szczęściarz, 1967)
- Badestrand am Styx (Plaża nad Styksem, 1976)
- Geruch des Hundefells (Zapach psiej sierści, 1980)

## Drehbücher
- 1959: Lotna – Regie: Andrzej Wajda
- 1964: Skapani w ogniu – Regie: Jerzy Passendorfer
- 1964: Fackeln im Wald (Barwy walki) – Regie: Jerzy Passendorfer
- 1969: Richtung Berlin (Kierunek: Berlin) – Regie: Jerzy Passendorfer
- 1969: Die letzten Tage (Ostatnie dni) – Regie: Jerzy Passendorfer
- 1974: Sintflut (Potop) – Regie: Jerzy Hoffman
- 1982: Lösegeld (Zapach psiej sierści) – Regie: Jan Batory
- 1986: Die entführte Prinzessin (Porwanie w Tiutiurlistanie) – Regie: Zdzislaw Kudla, Franciszek Pyter